# Кольчатая амбистома
Кольчатая амбистома (лат. Ambystoma annulatum) — вид земноводных из семейства амбистомовых. Обитает в лиственных и смешанных сосновых лесных массивах, на плато Озарк и в горах Уошито в Арканзасе, Оклахоме и Миссури. Большинство особей находятся в непосредственной близости от Хот-Спрингс, Арканзас, и миссурийской части плато Озарк. Небольшие популяции были обнаружены в западном Иллинойсе и восточной Оклахоме.
Кольчатая амбистома обитает во влажных лесистых местах, обычно под опавшими листьями, гниющими бревнами или в заброшенных норах других животных, возле мелких водоёмов. Это роющее животное часто обосновывается в подземных убежищах. Амбистома встречается всё реже и, возможно, находится в опасности, скорее вследствие ограниченного ареала и количества мест, подходящих для размножения. Общая численность популяции неизвестна, но, вероятно, превышает 100 000 животных особей. Согласно МСОП природоохранный статус таксона оценивается как вид под наименьшей угрозой.